# پرسی سایکس
سِر پِرسی مولزورث سایکس (به انگلیسی: Sir Percy Molesworth Sykes) (زادهٔ ۲۸ فوریهٔ ۱۸۶۷ – درگذشتهٔ ۱۱ ژوئن ۱۹۴۵) ژنرال، نویسنده، و جغرافیدان انگلیسی بود.
سایکس در سال ۱۸۶۷ در برامپتون نزدیک کنت متولد شد. پدرش کشیش ارتش ویلیام سایکس (متولد 1829) و مادرش مری، دختر کاپیتان آنتونی الیور مولزورث، عضو توپخانه سلطنتی، از نوادگان رابرت مولزورث، ویسکونت اول مولزورث بودند. پدرش کشیش افتخاری ملکه ویکتوریا بود. دو خواهر به نام الا کنستانت سایکس و اتل روزالی سایکس داشت که هر دو نویسنده بودند. پدرش ویلیام پسر دوم ریچارد سایکس، از اجلی هاوس، استاک پورت، صاحب شرکت سفیدگری سایکس بود. ریچارد سایکس، بازیکن راگبی بود که شهرهایی را در آمریکا تأسیس کرد، و پسر عموی سر آلن سایکس بود که اولین بارونت نماینده ناتسفورد، چشایر بود.

## فعالیت‌ها
سایکس در سال ۱۸۹۲ در هنگ‌های ارتش هندوستان خدمت کرد و در آنجا با زبان فارسی آشنا شد. دو سال بعد به ایران آمد و کنسولگری انگلیس در کرمان را به‌راه انداخت. در سال ۱۸۹۸ کنسولگری سیستان را بنا نهاد. در سال ۱۹۰۱ در جنگ‌های ترانسوال آفریقا شرکت کرد. بین سال‌های ۱۹۰۵ تا ۱۹۱۳ سرکنسول انگلیس در خراسان بود. در سال ۱۹۱۵ از او خواسته شده بود تا زمانی که سر جورج مکارتنی و همسرش کاترین مکارتنی به مرخصی رفته بودند، به عنوان کنسول موقت جانشین او در کاشغر (در ترکستان چین) شود. او به همراه خواهرش الا سایکس به تاشکند رفتند و سپس با اسب سواری بر روی گذرگاه‌هایی در ارتفاع ۱۲۰۰۰ فوتی از سطح دریا برای یافتن کاشغر در ترکستان حرکت کردند. سفر آنها بیش از یک ماه طول کشید. در سال ۱۹۲۰ او و خواهرش کتاب "در میان بیابان‌ها و واحه‌های آسیای مرکزی" را منتشر کردند. در سال ۱۹۱۶ به فرماندهی پلیس جنوب ایران منصوب شد و به جنوب ایران آمد و با یک سپاه ۱۱هزارنفریِ هندی، ایرانی و افسرهای انگلیسی مأمور سرکوب مبارزان و مقاومت مردم جنوب شد. او مقر فرماندهی خود را شهر شیراز قرار داد و با همکاری عبدالحسین فرمانفرما و دیگر متنفذین هواخواه انگلیس به سرکوب نهضت جنوب پرداخت. وی سرانجام در سال ۱۹۱۸ از ایران احضار شد.

## سمت‌ها
- فرمانده پلیس جنوب ایران (۱۹۱۸–۱۹۱۶)
- سرکنسول انگلیس در کرمان (١٨٩٦)
- سرکنسول انگلیس در سیستان (۱۸۹۸)
- سرکنسول انگلیس در خراسان (۱۹۱۳–۱۹۰۵)
- سرکنسول انگلیس در ترکستان چین (۱۹۱۵)

## تألیف
سایکس از سال ۱۲٧٣ هجری خورشیدی (پیش از مشروطهٔ در ایران) تا سال ۱۲۹۷ (اواخر جنگ جهانی اول) که در ایران و بلوچستان انگلیس بوده و اطلاعات گران‌بهایی از این مناطق به‌دست آورده‌است. معروف‌ترین کتاب او تاریخ ایران در ۲ جلد است. کتاب هزار مایل در پرشیا نیز از آثار اوست.
سایکس همچنین تلاش کرد دنباله‌ای بر حاجی بابای اصفهانی بنویسد. کتاب سایکس، با عنوان افتخار عوالم شیعه: اعمال یک زیارت(۱۹۱۰)، ماجرای نورالله خان، نوه حاجی بابای اصفهانی را تعریف می‌کند.

## نگارخانه

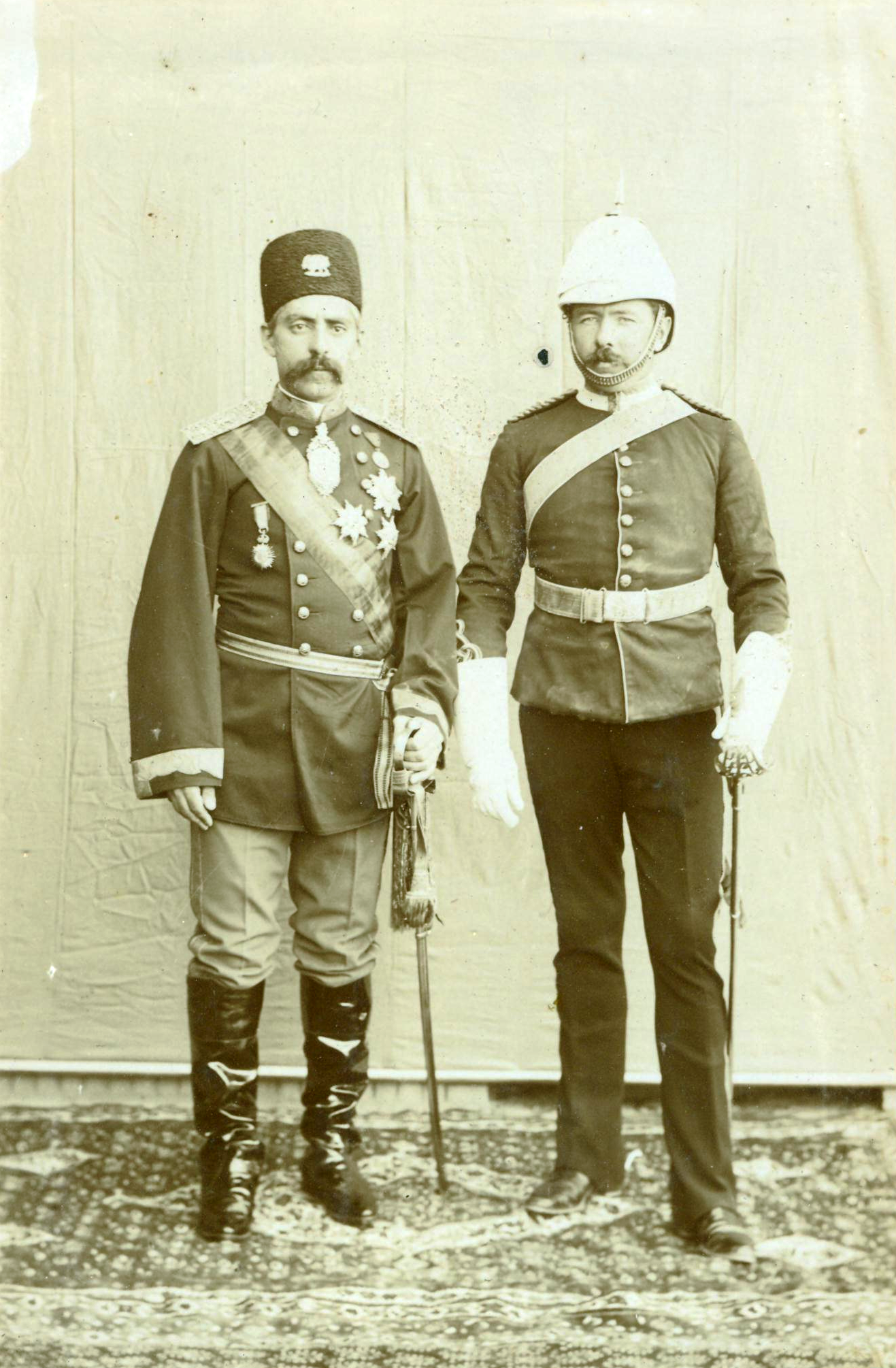
سِر پِرسی سایکس در کنار عبدالحسین میرزا فرمانفرما
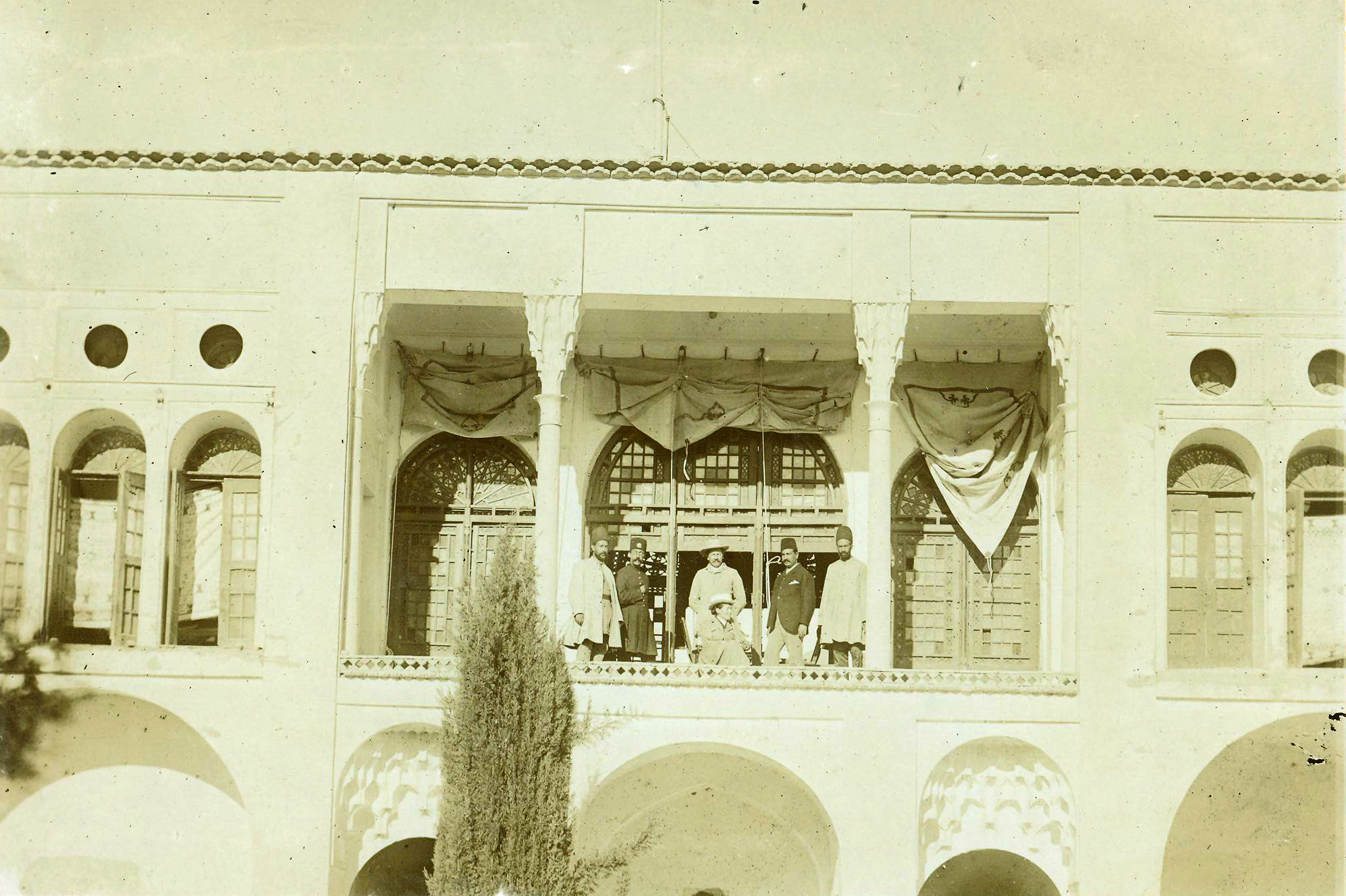
عمارت قونسول انگلیس در کرمان
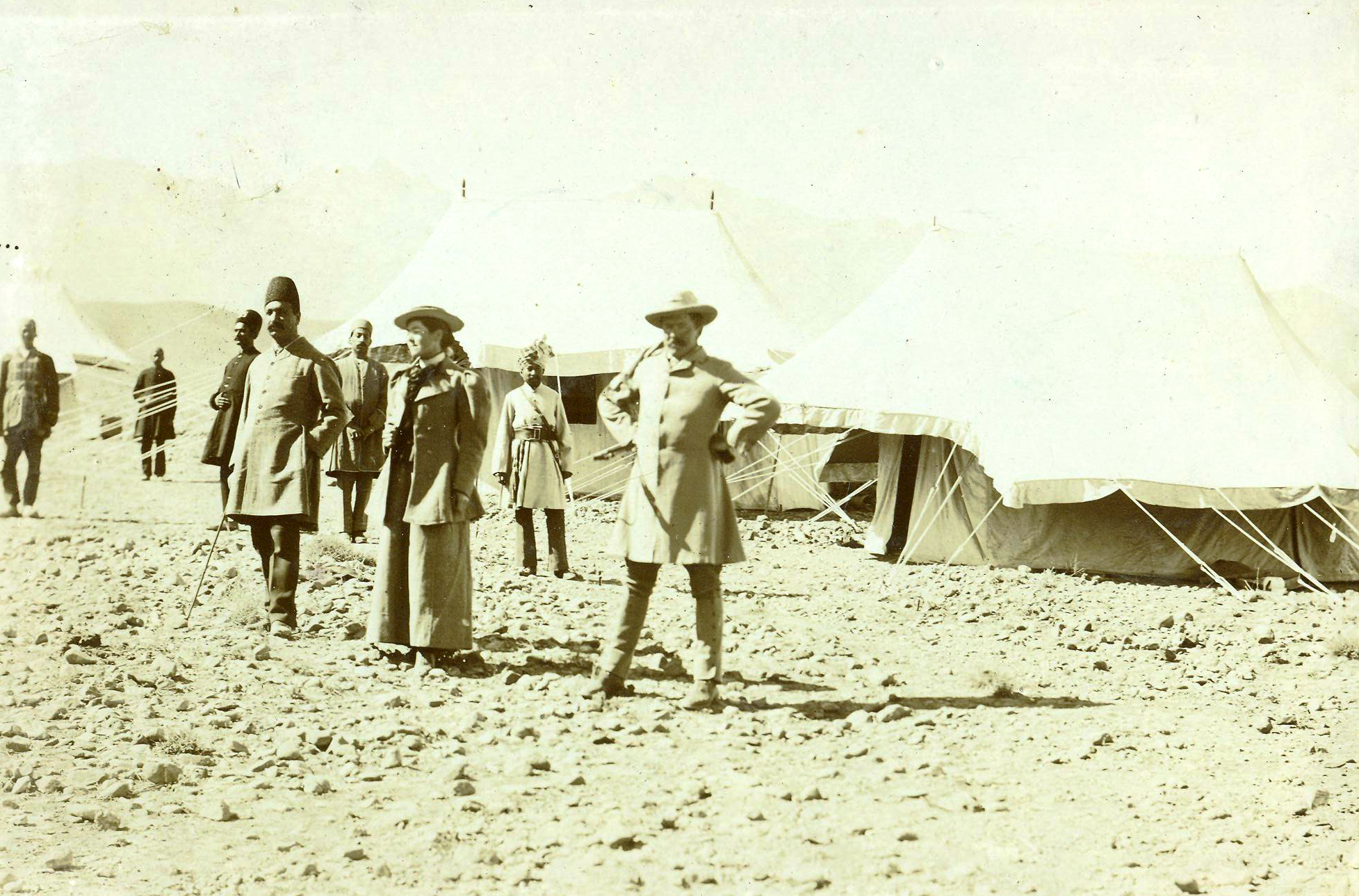
چادرهای سایکس در ماهان
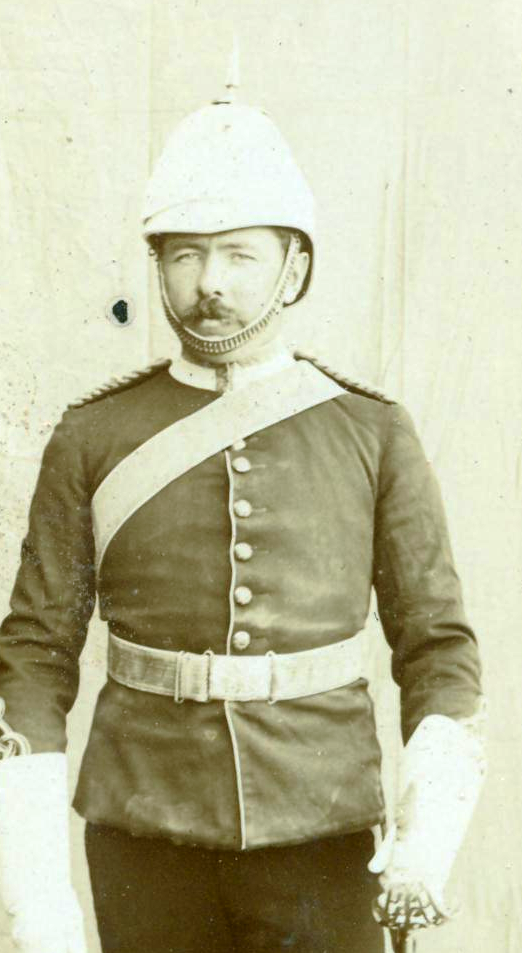
سِر پرسی سایکس در کرمان، حدود ۱۹۰۲ میلادی